# Coroa Imperial da Índia
A Coroa Imperial da Índia é a coroa usada pelo rei Jorge V como Imperador da Índia no Delhi Durbar de 1911.

## Origem
A lei inglesa proíbe que as Jóias da Coroa deixem o país, um produto dos dias em que reis e rainhas freqüentemente penhoravam as jóias para compradores estrangeiros. Há também riscos consideráveis envolvidos no transporte da regalia histórica por mar e terra a uma distância tão grande. Por estas razões, uma nova coroa foi feita especialmente para a viagem de Jorge V e Rainha Mary para a Índia em 1911, onde foram proclamados Imperador e Imperatriz da Índia perante os príncipes e governantes da Índia.
Os joalheiros da coroa na época, Garrard & Co, fizeram a coroa a um custo de £ 60.000, que foi suportado pelo Escritório da Índia.

## Descrição
A coroa imperial da Índia pesa 920 g (2.03 lb) e é fixada com 6.170 diamantes, 9 esmeraldas, 4 rubis e 4 safiras. Na frente há uma esmeralda muito fina pesando 32 quilates (6,4 g). O rei escreveu em seu diário que era pesado e desconfortável de usar: "Bastante cansado depois de usar a minha coroa por 3 1⁄2 horas; isso machucou minha cabeça, já que é muito pesado".
Semelhante a outras coroas britânicas, consiste em uma argola com quatro cruzes pattée e quatro fleurs-de-lis. No entanto, os oito semi-arcos no topo, que se juntam em um monde típico e cruzam pattée, apontam para cima na forma de um arco gótico ogee. A coroa é a única coroa de um soberano britânico que possui oito meias-arcos, no estilo das coroas europeias continentais, partindo da tradição das coroas britânicas tendo dois arcos ou quatro arcos.

## Uso
Jorge V e Maria de Teck não foram coroados como imperadores e imperatrizes na cerimônia; o arcebispo de Cantuária, Randall Davidson, não achou apropriado que um serviço cristão ocorresse em um país onde o povo era majoritariamente hindu ou muçulmano. Em vez disso, o rei simplesmente usava a coroa quando entrava no durbar, e o durbar era denominado como uma afirmação da coroação do rei, que já ocorrera no Reino Unido seis meses antes.
Não foi usado desde que Jorge V retornou da Índia. Em 15 de agosto de 1947, o Império Indiano foi dissolvido e a Índia e o Paquistão surgiram. Jorge VI e seu primeiro-ministro concordaram que "enquanto os dois novos Domínios permanecerem na Comunidade, a coroa deve ser mantida entre as Jóias da Coroa, mas se em data posterior uma ou ambas forem se separar, pode-se argumentar que, em vista do fato de que tinha sido comprado com fundos indianos, a coroa deveria ser investida em alguma autoridade indiana ". A Coroa Imperial da Índia está em exibição pública na Jewel House na Torre de Londres.